# Saint-Pandelon
Saint-Pandelon (gaskonsko Sent Pandelon) je naselje in občina v francoskem departmaju Landes regije Akvitanije. Naselje je leta 2009 imelo 750 prebivalcev.

## Geografija
Kraj leži v pokrajini Gaskonji 5 km južno od središča Daxa.

## Uprava
Občina Saint-Pandelon skupaj s sosednjimi občinami Bénesse-lès-Dax, Candresse, Dax, Heugas, Narrosse, Oeyreluy, Saugnac-et-Cambran, Seyresse, Siest, Tercis-les-Bains in Yzosse sestavlja kanton Dax-Jug s sedežem v Daxu. Kanton je sestavni del okrožja Dax.

## Zanimivosti
- cerkev sv. Panteleona in Jerneja;